# Eurotra
Eurotra var et maskinoversættelsesforskningsprojekt 1982-1994 med fokus på oversættelse mellem sprogene i EF.
Københavns Universitet var med i Eurotra-projektet, som drejede sig om maskinoversættelse mellem EU-sprogene. Ved direkte oversættelse til et andet af n sprog skulle der være 2*(n-1) forskellige procedurer til oversættelse begge veje, og det kan hurtigt blive for meget. Der fandtes derfor en 'mellemkode', hvor man i en database kunne beskrive det enkelte ord ved leksem (betydning) og funktion i sætningen (fx verballed og tempus eller substantiv og kasus). Det enkelte land skulle således kun udvikle 2 procedurer, nemlig til og fra mellemkoden.
Et bedre kendt oversættelsesprogram er Google Translate, hvor engelsk har indtaget stillingen som mellemkode. Fra 2016 anvendes kunstige neurale netværk.